# Gulhuvudnemertin
Gulhuvudnemertin (Micrura purpurea) är en djurart som tillhör fylumet slemmaskar, och som först beskrevs av Dalyell 1853. Enligt Catalogue of Life ingår Gulhuvudnemertin i släktet Micrura och familjen Lineidae, men enligt Dyntaxa är tillhörigheten istället släktet Micrura, och ordningen Heteronemertea. Arten är reproducerande i Sverige. Inga underarter finns listade i Catalogue of Life.